# Durvigere, Channagiri
Durvigere là một làng thuộc tehsil Channagiri, huyện Davanagere, bang Karnataka, Ấn Độ.